# Чильпансинго-де-лос-Браво (муниципалитет)
Чильпансинго-де-лос-Браво (исп. Chilpancingo de los Bravo) — муниципалитет в Мексике, штат Герреро, с административным центром в одноимённом городе. Численность населения, по данным переписи 2010 года, составила 241 717 человек.

## Общие сведения
Название Chilpancingo с языка науатль можно перевести как: маленькое осиное гнездо или место красных флагов; а Bravo было добавлено к названию в честь семейства Браво — героев войны за независимость Мексики.
Площадь муниципалитета равна 2181 км², что составляет 3,43 % от площади штата. Он граничит с другими муниципалитетами Герреро: на севере с Леонардо-Браво и Эдуардо-Нери, на востоке с Тистла-де-Герреро и Мочитланом, на юге с Хуан-Эскудеро и Акапулько-де-Хуаресом, и на западе с Коюка-де-Бенитесом и Хенераль-Элиодоро-Кастильо.

## Учреждение и состав
Муниципалитет был образован в 1850 году, в его состав входит 135 населённых пунктов, самые крупные из которых:

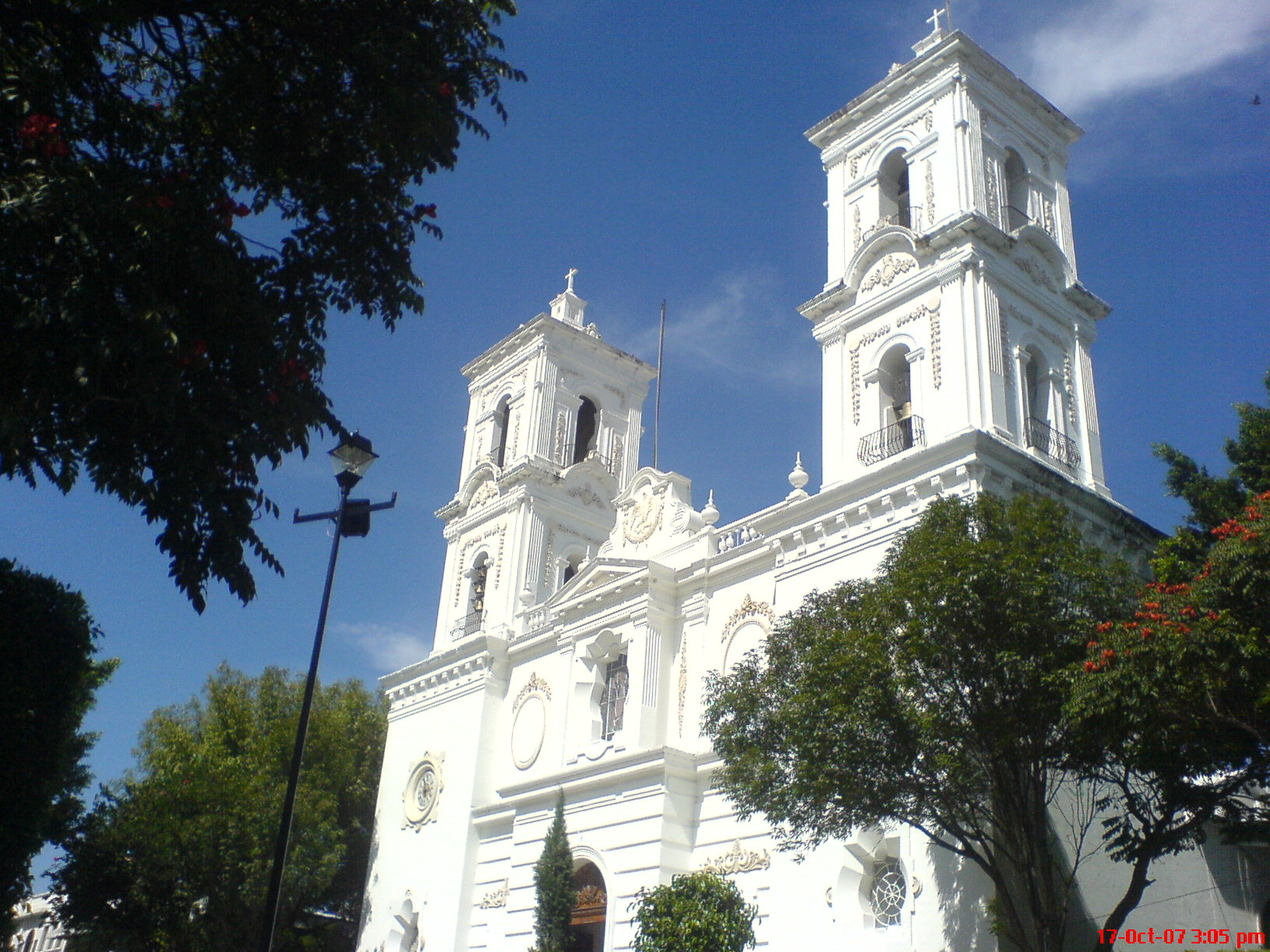
Церковь „Santa María de la Asunción“

| Код INEGI | Населённый пункт                                                                    | Численность населения (2005 год) | Численность населения (2010 год) |
| 029       | Всего                                                                               | 214 219                          | 241 717                          |
| 0001      | Чильпансинго-де-лос-Браво (исп. Chilpancingo de los Bravo) (административный центр) | 166 796                          | 187 251                          |
| 0047      | Петакильяс (исп. Petaquillas)                                                       | 7 627                            | 9 801                            |
| 0045      | Окотито (исп. Ocotito)                                                              | 6 212                            | 6 882                            |
| 0043      | Масатлан (исп. Mazatlán)                                                            | 4 599                            | 5 316                            |
| 0046      | Пало-Бланко (исп. Palo Blanco)                                                      | 2 288                            | 2 695                            |
| 0041      | Халеака-де-Каталан (исп. Jaleaca de Catalán)                                        | 2 578                            | 2 496                            |
| 0028      | Буэна-Виста-де-ла-Салуд (исп. Buena Vista de la Salud)                              | 1 797                            | 2 228                            |
| 0042      | Хулиан-Бланко (исп. Julián Blanco)                                                  | 1 956                            | 1 955                            |
| 0055      | Сан-Висенте (исп. San Vicente)                                                      | 1 568                            | 1 888                            |
| 0044      | Моонерас (исп. Mohoneras)                                                           | 1 576                            | 1 777                            |
| 0033      | Коакоюлильо (исп. Coacoyulillo)                                                     | 1 531                            | 1 771                            |

## Экономическая деятельность
По статистическим данным 2000 года, работоспособное население занято по секторам экономики в следующих пропорциях: сельское хозяйство, скотоводство и рыбная ловля — 7,7 %, промышленность и строительство — 18,7 %, сфера обслуживания и туризма — 70 %.

## Инфраструктура
По статистическим данным 2010 года, инфраструктура развита следующим образом:
- электрификация: 98,3 %;
- водоснабжение: 80,6 %;
- водоотведение: 94,7 %.

## Туризм
Основные достопримечательности:
- церковь „Santa María de la Asunción“, построенная в середине XVI века;
- Национальный музей Герреро;
- множество памятников и скульптур;
- бассейны, тренажерные залы, ночные клубы, зоопарк, бойцовский клуб и парки.

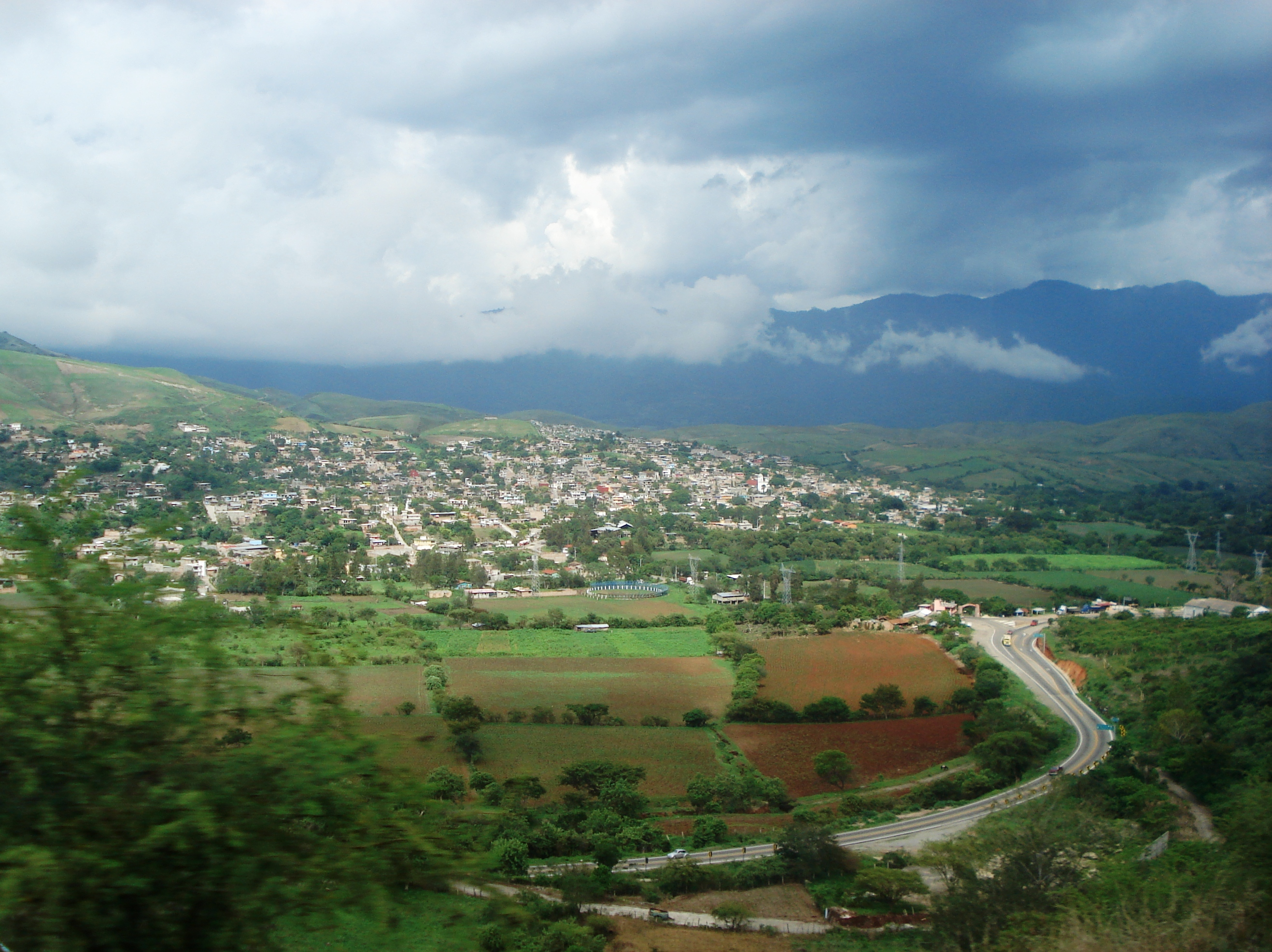
Вид на Масатлан